# بايلا مارينا
بايلا مارينا (بالإسبانية: Paila marina)‏ عبارة عن حساء تقليدي من المأكولات البحرية في تشيلي أويخنة عادة اً ماتقدم في الـبايلا (وعاء خزفي). وعادة اً ما تحتوي على مرق البكلويز المطبوخ مع مختلف أنواع البكلويز والسمك.
تكتمل مع مجموعة متنوعة من الأعشاب والتوابل مثل الفلفل الأحمر والبقدونس.

## الإعداد
يقلي كلٌ من البصل والجزر والفلفل الحلو والطماطم معاً في مقلاة قبل إضافة الأسماك والمحار (مع قشورها) وتقلي تماماً حتى تبدأ العصائر بالظهور. بعض الوصفات تضيف المزيد من المحار المحدد، وأحياناً معلب، مع إزالة قشورها وإضافة الفلفل الأحمر والنبيذ الأبيض.

يسكب مرق السمك فوق مكونات الحساء المقلية ويترك على نار خفيفة حتى يحصل على نكهة غنية ومتنوعة. ويمكن أضافة الملح حسب الذوق. ويمكن تقديم الحساء مع المقبلات من الأعشاب مثل البقدونس.

بايلا مارينا حساء السمك الشائع في شيلي. بايلا هو صحن خزفي.

## المكونات
- محار ملزمي
- بلح البحر التشيلي
- أنقليس
- ماتشاس (من عائلة بلح البحر فرايدي)
- الصخور الغلالة
- البرنقيل العملاق
- روبيان
- فلفل حلو أحمر
- بصل
- طماطة
- مرق سمك
- بقدونس
- بابريكا
- ملح وفلفل, حسب الطلب
- فلفل هابانيرو (حسب الطلب وبأعتدال)
- ليمون (جانبي)

## التقاليد
من التقليدي لمجموعات من الأصدقاء أوعائلة الذهاب إلى سوق المأكولات البحرية المحلية والتمتع ببايلا مارينا، وخاصة في الصباح بعد الأحتفال، حيث يعتقد بأنها تساعد على  التعافي من آثار شرب الكحول.
في 1 يناير، سوق المأكولات البحرية التاريخي Mercado Central de Santiago وهو أحد أكثر الأماكن ازدحاماً في سانتياغو - ذكرت صحيفة La Nacion الوطنية التشيلية بأن من المتوقع زيارة 28,000 شخص للسوق في 1 يناير 2010.
وأيضاً ينسب أعتقاد خاطأ شائع بأن إحدى خصائص بايلا مارينا منشط جنسي طبيعي.

## بايلا مارينا في الثقافة الشعبية
في الحلقة 11 "Abiquiu" من الموسم الثالث من مسلسل الأمريكي اختلال صال، يقوم غاس فرينغ شخصية تشيلية بارزة موزع الميثامفيتامين في الجنوب الغربي من الولايات المتحدة، بإعداد بايلا مارينا في حين يشرحوالتر وايت أصل هذا الطبق التشيلي .

## قائمة المراجع
1. ↑  What is paila marina www.wisegeek.com. Retrieved 17 February 2013. نسخة محفوظة 07 نوفمبر 2017 على موقع واي باك مشين.
2. 1 2  La salvadora paila marina Renata Robbio, emol.com (website of El Mercurio newspaper), 12 February 2010. Retrieved February 2013. نسخة محفوظة 19 أكتوبر 2017 على موقع واي باك مشين.
3. ↑  La salvadora paila marina Renata Robbio, emol.com (website of El Mercurio newspaper), 12 February 2010. Retrieved 17 February 2012. نسخة محفوظة 19 أكتوبر 2017 على موقع واي باك مشين.
4. ↑  Mercado Central espera más de 28.000 mil personas el 1 de enero Jose Antonio Torres, www.lanacion.cl, 31 December 2009. Retrieved 17 February 2013. [وصلة مكسورة] نسخة محفوظة 04 مارس 2016 على موقع واي باك مشين.
5. ↑  Comida afrodisiaca La Cuarta, 16 November 2003. Retrieved 17 February 2013. [وصلة مكسورة] نسخة محفوظة 04 مارس 2016 على موقع واي باك مشين.